# Герб Хорезмской народной советской республики

Герб Хорезмской ССР

Герб Хорезмской народной советской республики — являлся с 1921 по 1924 год, наряду с флагом, официальным символом Хорезмской народной советской республики. 

## История
Герб был принят в 1921 году 2-м Всехорезмским Курултаем который принял свою Конституцию. Был повторно утверждён в 1922 году в связи с принятием новой Конституции ХНСР. 
Наряду с флагом был упразднён в 1923 году в связи с упразднением ХНСР и ее преобразования в ХССР. Были приняты собственные флаг и герб ХССР. Позднее произошло размежевание ХССР между тремя новообразованными советскими республиками: Узбекской ССР, Туркменской ССР и Каракалпакской АССР, которая вошла в состав РСФСР.

## Описание
Согласно статье 86 Конституции ХНСР, отличительным знаком ХНСР являлись изображение перекрещенных серпа, лопаты и веточки джугары под полумесяцем и пятиконечной звездой. Данная комбинация герба изображалась и на Красном военном ордене ХНСР и на её бумажных деньгах.